# Radio Universal
CX 22 Radio Universal es una radio uruguaya que transmite desde la ciudad de Montevideo. Cuenta con programación deportiva, de información y de entretenimiento.

## Historia

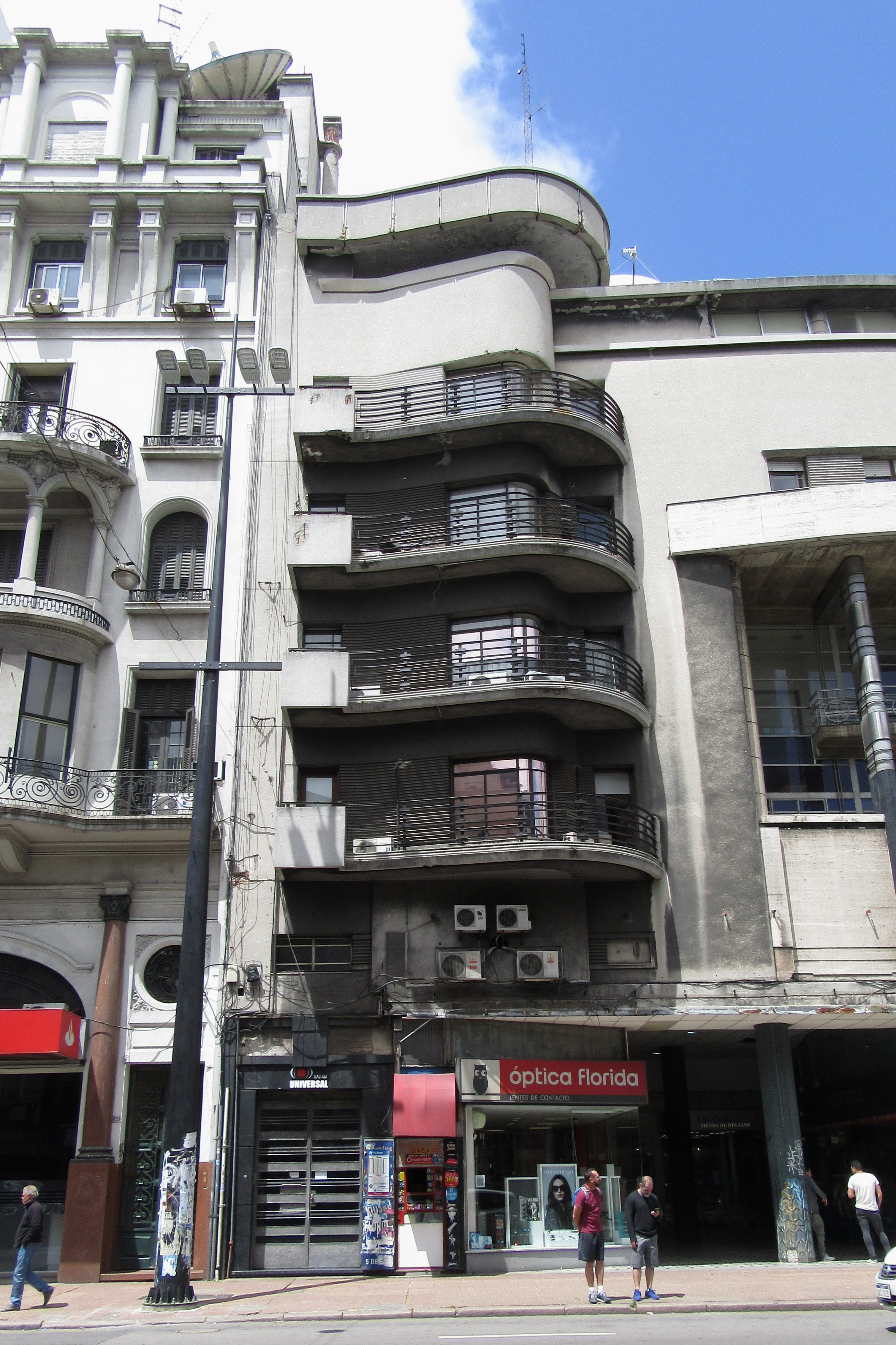
Edificio donde se encuentran los estudios de Radio Universal

En 1929, la familia Harispuru, propietaria de una empresa de venta de productos eléctricos, entre ellos los radio receptores, solicita a la recién creada Dirección de los Servicios de Radiocomunicaciones el permiso para el usufructo de una emisora de radio. El 22 de julio de 1929 le otorgan la licencia y el permiso a la emisora identificada con la característica CX 22 970 Fada Radio. Fada eran las iniciales del el ingeniero F. A. D’Andrea, un fabricante de radios estadounidense que la familia Harispuru vendía en su empresa. También las promocionaban a través de la radioemisora, hasta que se dedicaron exclusivamente al rubro de radiodifusión.
En 1939 Fada Radio cambia su denominación, debido a que la marca del receptor ya no se comercializaba en plaza, y pasa a llamarse CX22 Radio Universal.
En 1972 comienzan a emitirse las transmisiones deportivas.